# Nathan Gerbe
Nathan Gerbe (né le 24 juillet 1987 à Oxford, dans l'État du Michigan aux États-Unis) est un joueur professionnel américain de hockey sur glace,. Il est plus connu pour être le deuxième plus petit joueur de l'histoire de la LNH derrière Roy Worters.

## Biographie

### Carrière en club
Le 6 mai 2008, il signe un contrat de 3 ans d'une valeur de 2,55 millions de dollars avec les Sabres de Buffalo. Il s'entend à nouveau avec ceux-ci le 29 juin 2011 pour trois autres saisons à raison cette fois de 1,42 million de dollars.
Il signe un contrat à titre d'agent libre avec les Hurricanes de la Caroline le 26 juillet 2013.
Le 14 octobre 2016, il signe un contrat pour trois saisons en LNA avec le Genève-Servette Hockey Club,. Il fait ses débuts en LNA le 21 octobre 2016 à domicile contre le HC Ambrì-Piotta.
Le 15 mars 2018, il signe un contrat de deux saisons pour 1,35M$ dollars avec les Blue Jackets de Columbus.
Le 2 février 2020, il signe un nouveau contrat de deux saisons pour 1,5M$ dollars avec les Blue Jackets de Columbus.

### Carrière internationale
Il représente les États-Unis au niveau international. Il a participé aux sélections jeunes.

## Statistiques
| Saison     | Équipe                      | Ligue      |     | Saison régulière | Saison régulière | Saison régulière | Saison régulière | Saison régulière |   | Séries éliminatoires | Séries éliminatoires | Séries éliminatoires | Séries éliminatoires | Séries éliminatoires |
| Saison     | Équipe                      | Ligue      | PJ  | B                | A                | Pts              | Pun              | PJ               | B | A                    | Pts                  | Pun                  |                      |                      |
| 2002-2003  | Lancers de River City       | USHL       | 25  | 3                | 3                | 6                | 49               | 7                | 1 | 1                    | 2                    | 2                    |                      |                      |
| 2002-2003  | États-Unis                  | NAHL       | 6   | 2                | 0                | 2                | 8                | -                | - | -                    | -                    | -                    |                      |                      |
| 2003-2004  | États-Unis                  | NAHL       | 26  | 11               | 7                | 18               | 87               | -                | - | -                    | -                    | -                    |                      |                      |
| 2004-2005  | États-Unis                  | NAHL       | 12  | 7                | 5                | 12               | 25               | -                | - | -                    | -                    | -                    |                      |                      |
| 2005-2006  | Eagles de Boston College    | HE         | 39  | 11               | 7                | 18               | 75               | -                | - | -                    | -                    | -                    |                      |                      |
| 2006-2007  | Eagles de Boston College    | HE         | 41  | 25               | 22               | 47               | 76               | -                | - | -                    | -                    | -                    |                      |                      |
| 2007-2008  | Eagles de Boston College    | HE         | 43  | 35               | 33               | 68               | 65               | -                | - | -                    | -                    | -                    |                      |                      |
| 2008-2009  | Pirates de Portland         | LAH        | 57  | 30               | 26               | 56               | 63               | 5                | 0 | 0                    | 0                    | 4                    |                      |                      |
| 2008-2009  | Sabres de Buffalo           | LNH        | 10  | 0                | 1                | 1                | 4                | -                | - | -                    | -                    | -                    |                      |                      |
| 2009-2010  | Pirates de Portland         | LAH        | 44  | 11               | 27               | 38               | 46               | 4                | 1 | 1                    | 2                    | 4                    |                      |                      |
| 2009-2010  | Sabres de Buffalo           | LNH        | 10  | 2                | 3                | 5                | 4                | 2                | 1 | 1                    | 2                    | 0                    |                      |                      |
| 2010-2011  | Sabres de Buffalo           | LNH        | 64  | 16               | 15               | 31               | 34               | 7                | 2 | 0                    | 2                    | 18                   |                      |                      |
| 2011-2012  | Sabres de Buffalo           | LNH        | 62  | 6                | 19               | 25               | 32               | -                | - | -                    | -                    | -                    |                      |                      |
| 2012-2013  | Sabres de Buffalo           | LNH        | 42  | 5                | 5                | 10               | 14               | -                | - | -                    | -                    | -                    |                      |                      |
| 2013-2014  | Hurricanes de la Caroline   | LNH        | 81  | 16               | 15               | 31               | 36               | -                | - | -                    | -                    | -                    |                      |                      |
| 2014-2015  | Hurricanes de la Caroline   | LNH        | 78  | 10               | 18               | 28               | 34               | -                | - | -                    | -                    | -                    |                      |                      |
| 2015-2016  | Hurricanes de la Caroline   | LNH        | 47  | 3                | 4                | 7                | 14               | -                | - | -                    | -                    | -                    |                      |                      |
| 2016-2017  | Genève-Servette Hockey Club | LNA        | 26  | 11               | 17               | 28               | 22               | 4                | 0 | 2                    | 2                    | 2                    |                      |                      |
| 2017-2018  | Genève-Servette Hockey Club | LNA        | 19  | 2                | 5                | 7                | 85               | -                | - | -                    | -                    | -                    |                      |                      |
| 2017-2018  | Monsters de Cleveland       | LAH        | 24  | 4                | 14               | 18               | 16               | -                | - | -                    | -                    | -                    |                      |                      |
| 2017-2018  | Blue Jackets de Columbus    | LNH        | 2   | 0                | 0                | 0                | 0                | -                | - | -                    | -                    | -                    |                      |                      |
| 2018-2019  | Monsters de Cleveland       | LAH        | 41  | 10               | 22               | 32               | 40               | -                | - | -                    | -                    | -                    |                      |                      |
| 2019-2020  | Monsters de Cleveland       | LAH        | 30  | 8                | 17               | 25               | 22               | -                | - | -                    | -                    | -                    |                      |                      |
| 2019-2020  | Blue Jackets de Columbus    | LNH        | 30  | 4                | 6                | 10               | 22               | 2                | 0 | 0                    | 0                    | 0                    |                      |                      |
| 2020-2021  | Blue Jackets de Columbus    | LNH        | 9   | 1                | 2                | 3                | 2                | -                | - | -                    | -                    | -                    |                      |                      |
| 2020-2021  | Monsters de Cleveland       | LAH        | 13  | 4                | 6                | 10               | 36               | -                | - | -                    | -                    | -                    |                      |                      |
| Totaux LNH | Totaux LNH                  | Totaux LNH | 435 | 63               | 88               | 151              | 196              | 11               | 3 | 1                    | 4                    | 18                   |                      |                      |

## Trophées et honneurs personnels
- Hockey East
  - 2007 : nommé dans la 2e équipe d'étoiles
  - 2008 : nommé dans la 1re équipe d'étoiles
- NCAA
  - 2008 : nommé dans la 1re équipe d'étoiles de l'Est des États-Unis.
  - 2008 : nommé joueur le plus utile lors du tournoi de championnat
- Ligue américaine de hockey
  - 2009 : nommé dans l'équipe d'étoiles des recrues
  - 2009 : récipiendaire du trophée Dudley-« Red »-Garrett
  - 2009-2010 : sélectionné pour le Match des étoiles avec l'équipe planète/États-Unis (titulaire).